# Ruppertsweiler
Ruppertsweiler település Németországban, Rajna-vidék-Pfalz tartományban. Lakosainak száma 1501 fő (2023. december 31.).

## Népesség
A település népességének változása:
| Lakosok száma | 1158 | 1438 | 1478 | 1472 | 1505 | 1518 | 1501 |
|               | 1975 | 2010 | 2017 | 2019 | 2021 | 2022 | 2023 |